# Comet-Assay
Der Comet-Assay (auch Einzelzellgelelektrophorese genannt) ist eine Technik der Gelelektrophorese, durch die es ermöglicht wird, DNA-Schädigungen in einzelnen Zellen festzustellen. Entwickelt wurde der Assay 1984 von Östling und Johanson zum Nachweis von DNA-Doppelstrangbrüchen. Mit der Weiterentwicklung durch Singh im Jahre 1988 konnten durch die Verwendung von basischen Puffern zusätzlich auch DNA-Einzelstrangbrüche festgestellt werden.
Das Prinzip des Comet-Assays beruht darauf, dass Zellen in Agarose eingebettet lysiert und einem elektrischen Feld ausgesetzt werden, der so genannten Elektrophorese.
Während der Elektrophorese wandert die negativ geladene DNA zum Pluspol und dank der Poren in der Agarose trennen sich die Bruchstücke der Größe nach auf, da die kleineren Bruchstücke in bestimmter Zeit eine weitere Strecke zurücklegen als die größeren. Chromosomale DNA ist jedoch zu groß, um als Ganzes im elektrischen Feld zu wandern. Nur geschädigte, bruchstückhafte DNA ist hier in der Lage, aus dem Zellkern herauszuwandern. Unter dem UV-Mikroskop erscheinen die beschädigten Zellen, welche vorher mit Fluoreszenzfarbstoffen wie Ethidiumbromid angefärbt wurden, nun mit einem Schweif aus DNA Bruchstücken, der ihnen das Aussehen eines Kometen gibt.
Beim Comet-Assay können alle Zellen verwendet werden, die einen Zellkern besitzen.
Die Durchführung des Comet-Assays ist relativ einfach und schnell.
Ausgewertet wird die Zahl der geschädigten und ungeschädigten Zellkerne, entweder von Hand oder durch spezielle Computerprogramme mit visueller Erfassung (densitometrisch).